# بيتروف فال
بيتروف فال (بالروسية: Петров Вал) هي إحدى مدن روسيا في الكيان الفدرالي الروسي فولغوغراد أوبلاست.